# Balutxis

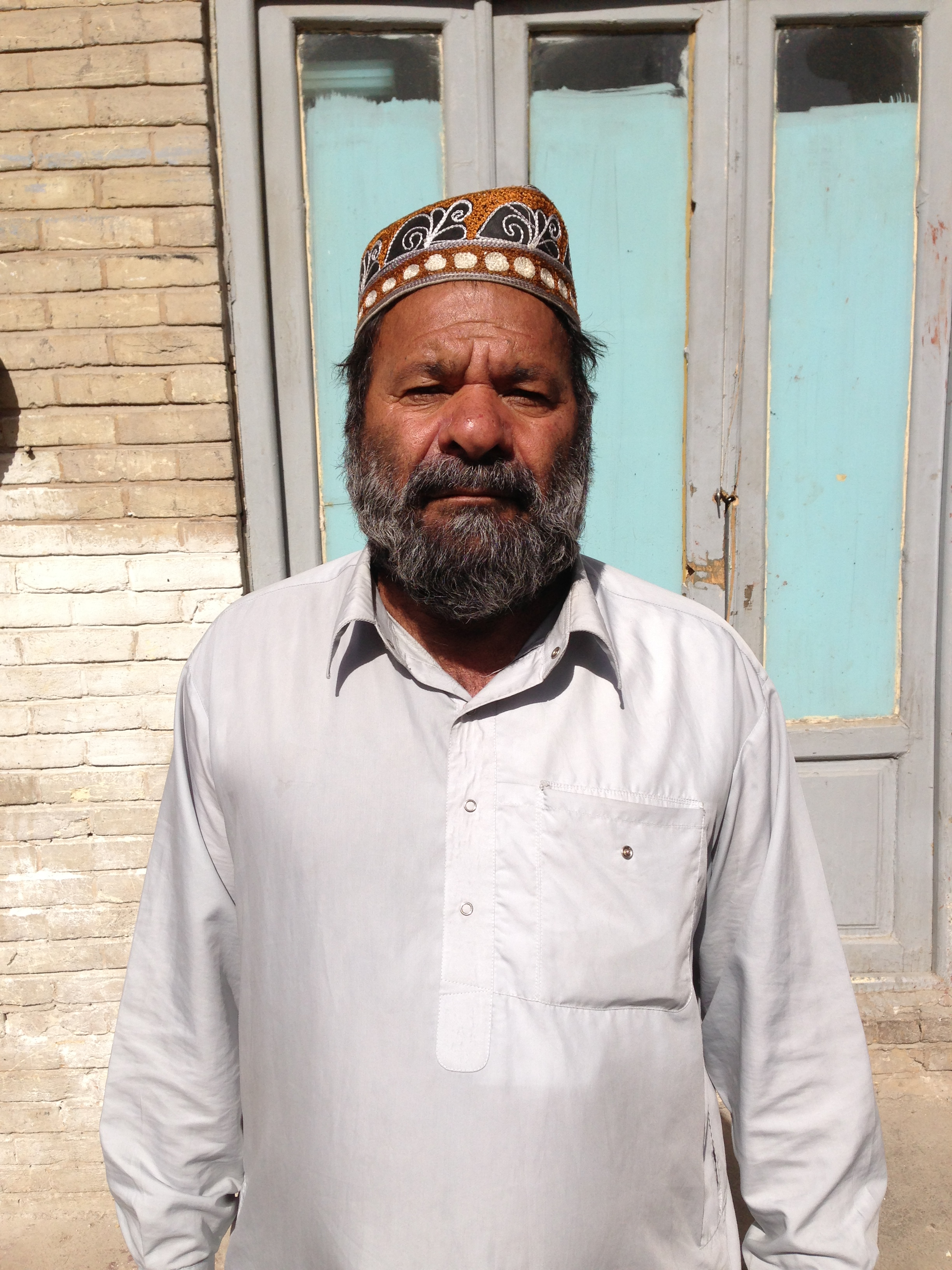
Home balutxi

Els balutxis són un poble que viu al Balutxistan (avui repartit entre Pakistan i l'Iran) des d'èpoques molt antigues; se suposa que van venir de Síria al començament de l'era cristiana. Avui dia estan dividits en dos grups: els makrani (de la regió de Makran) i els brahui (de Kelat). No tots els balutxis parlen l'idioma balutxi. N'hi ha grups que parlen brahui, paixtu, sindhi i saraiki. La població total de balutxis s'estima entre 6 i 9 milions de persones (1992).
Els balutxis del Turkmenistan (abans balutxis de la Unió Soviètica) són una minoria ètnica d'origen balutxi que viu al Turkmenistan, on van emigrar al final del segle xix. Eren nòmades, sunnites i de llengua balutxi (dialecte makrani). De vegades, són confosos amb els tzigans de l'Àsia central.

## Història

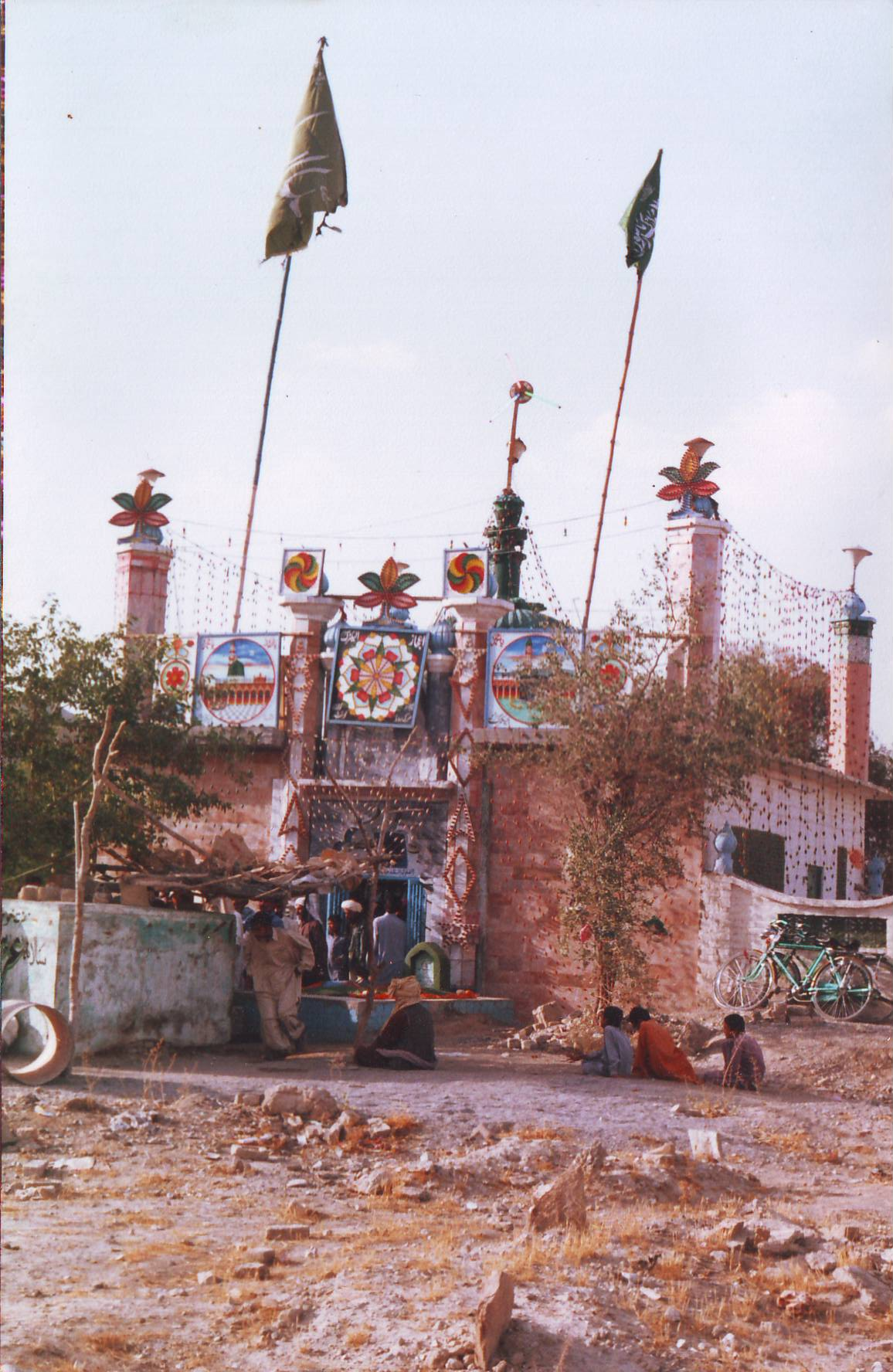
Balutxis a la tomba del sant Khwaja Wali Kirani

Al segle viii, vivien a l'oest dels qufs, segons Al-Istakhrí, que diu que eren pacífics a diferència dels qufs, dedicats al bandidatge; Al-Muqaddassí els considera brutals i disposats sempre a atacs; diu que eren molt nombrosos fins que foren destruïts per Àdud-ad-Dawla. Aquest, el 970/971, va avortar l'intent d'un germà de l'anterior governador de Kirman, Ilyasa (no s'indica en la font quin germà, però segurament fou Sulayman; el tercer germà era Ilyas), que tenia el suport samànida, al qual va derrotar, i tot seguit va infligir una derrota decisiva als seus aliats, els kuč-baluč, el 13 de desembre del 970, que havien estat els principals aliats de tots els governadors musulmans del Kirman. Llavors, va dominar el Kirman i va estendre la seva autoritat cap al sud-est, a Tiz i el Makran, poblat de tribus qufs (sud de Kirman) i balutxis (sud-est), els quals va sotmetre, i arribà fins a la costa del golf Pèrsic, al port d'Hormuz. L'agost i setembre del 971, va haver de fer una expedició contra els balutxis que havien trencat el seu jurament de fidelitat manats per Alí ibn Muhàmmad al-Barizí i els va infligir una decisiva derrota el 8 de gener del 972 al districte de Sirjan, al Jibal Bariz, després de la qual va establir grangers a la zona i alguns balutxis també s'hi van assentar. En general, les fonts tendeixen a confondre qufs i balutxis. Després d'aquesta derrota, al cap d'uns anys, tornaven al seu estil habitual i, al segle xi, Al-Idrissí els situa al nord dels qufs i afegeix que eren els únics als quals aquestos tenien por. En aquest temps, amenaçats per Massud I ibn Mahmud de Gazni, van començar a emigrar i es van traslladar cap al Balutxistan (occidental) i s'havien establert al districte (garmsir) de Jiruft, al golf d'Oman. Segons l'historiador Muhàmmad ibn Ibrahim, foren sotmesos per Kawurd ibn Čaghri Beg Dawud (+ 1074). Al segle xii, tornaven a operar al garmsir de Jiruft. En aquest temps es deixa de parlar dels qufs. Al segle xii, van seguir avançant cap a l'est i, al segle xiii, estaven al Sind; només a les muntanyes de Kalat, la confederació tribal dravídica dels brahui, amb suport de grups dissidents balutxis i afganesos, va impedir l'establiment dels balutxis. Es van estendre per Sind i Panjab, però organitzats en tribus cadascuna amb el seu cap, sense crear cap estat. Brahuis i balutxis van acabar compartint molts elements culturals.